# William Lawrence Chittenden
Pour les articles homonymes, voir Chittenden.
William Lawrence Chittenden (né à Montclair, dans le New Jersey, le 23 mars 1862 et mort à New York le 24 septembre 1934) est un poète américain. 

## Principales œuvres
- The Odd Fellow's Ball, 1885
- The Cowboys' Christmas Ball, 1890
- Ranch Verses, 1893
- Bermuda Verses, 1909
- Lafferty's Letters